# Evangelische Kirche (Heisebeck)

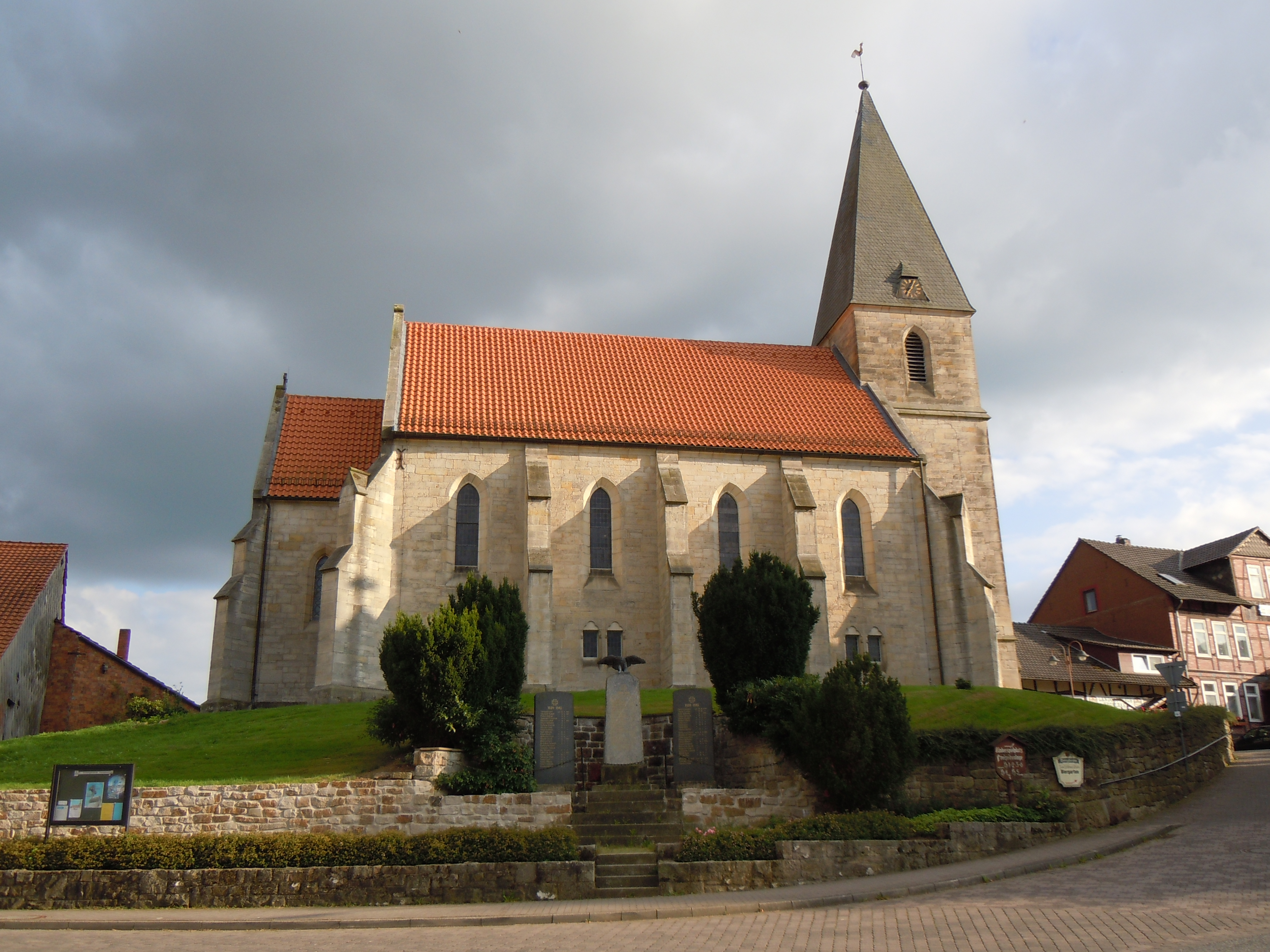
Evangelische Kirche (Heisebeck)

Die evangelische Kirche Heisebeck ist ein denkmalgeschütztes Kirchengebäude, das im Ortsteil Heisebeck der Gemeinde Wesertal im Landkreis Kassel (Hessen) steht. Die Kirche ist eine Station auf dem Pilgerweg Loccum–Volkenroda. Die Kirchengemeinde gehört zum Kirchenkreis Hofgeismar-Wolfhagen im Sprengel Kassel der Evangelischen Kirche von Kurhessen-Waldeck.

## Beschreibung
Die neugotische Wandpfeilerkirche wurde 1885 nach dem Abriss der vorherigen alten Holzkirche nach einem Entwurf von Werner Narten aus Quadermauerwerk gebaut. Das Langhaus mit vier Jochen ist mit einem Satteldach bedeckt, ebenso der niedrige, eingezogene, einjochige Chor im Osten. Die Außenwände werden von Strebepfeilern gestützt. Der quadratische Kirchturm im Westen ist mit einem Pyramidendach bedeckt.
Das Mittelschiff ist innen mit einem Gewölbe, die Seitenschiffe sind quer mit Spitztonnen überspannt. Der Altar und die Kanzel stammen aus der Bauzeit. Die Orgel mit 14 Registern, zwei Manualen und einem Pedal wurde zwischen 1880 und 1890 von den Gebrüdern Euler erbaut.